# Priocnemis kunashirensis
Priocnemis kunashirensis  (лат.) — вид дорожных ос рода Priocnemis (Pompilidae).

## Распространение
Дальний Восток: Россия: Курильские  острова (Кунашир). Япония (Хоккайдо, Хонсю).

## Описание
Длина тела самцов 4,0—8,0 мм, самок — 6,5—8,7 мм. Основная окраска тела чёрная. Лёт отмечен в июле и августе. Предположительно, как и другие виды своего рода охотятся на пауков. Вид был впервые описан в 1988 году российским гименоптерологом Аркадием Степановичем Лелеем (Биолого-почвенный институт ДВО РАН, Владивосток) и назван по имени места нахождения (остров Кунашир).